# 3834 Zappafrank
A 3834 Zappafrank (ideiglenes jelöléssel 1980 JE) a Naprendszer kisbolygóövében található aszteroida. Ladislav Brožek fedezte fel 1980. május 11-én.